# St. Peter und Paul (Singen)

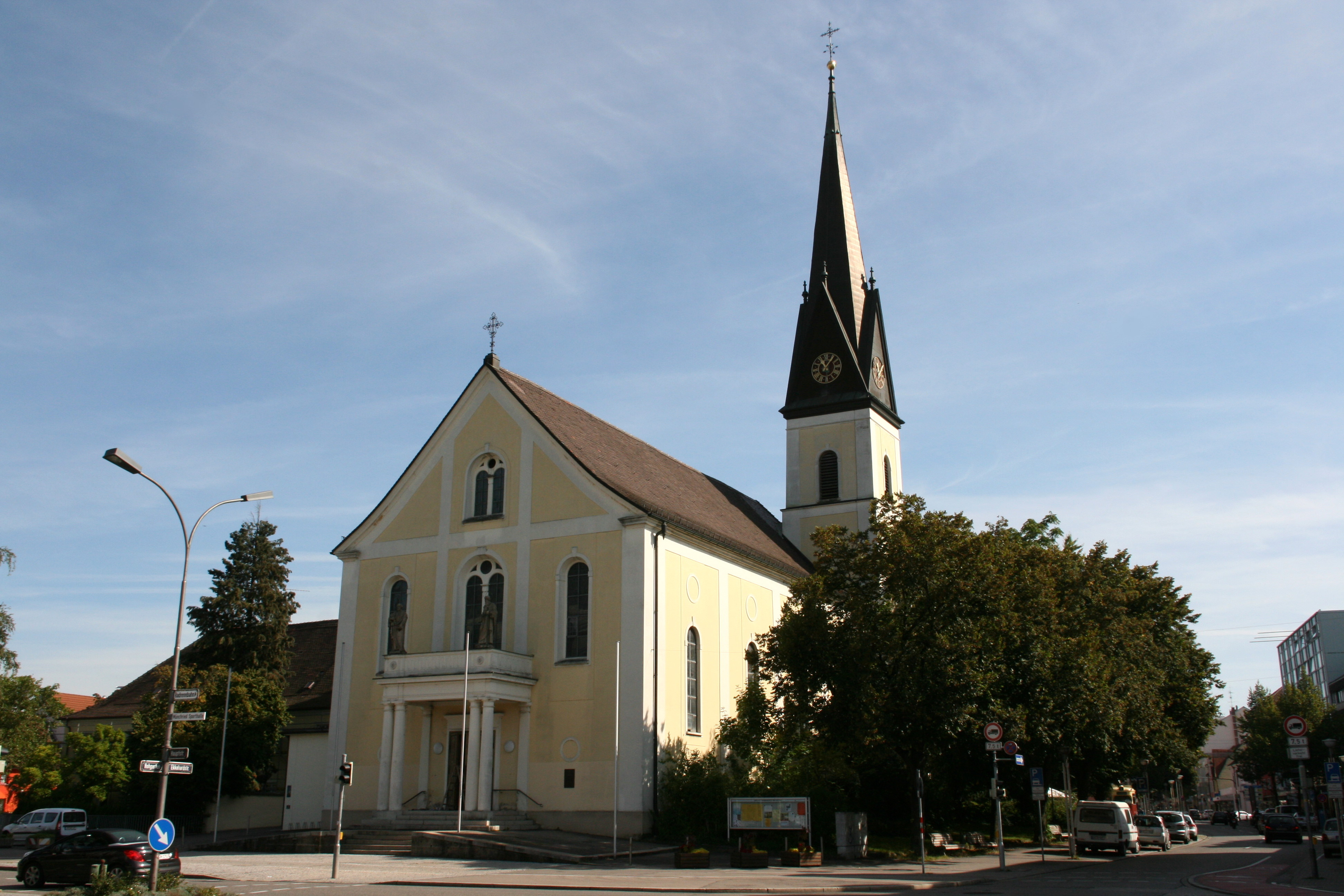
St. Peter und Paul (Singen)

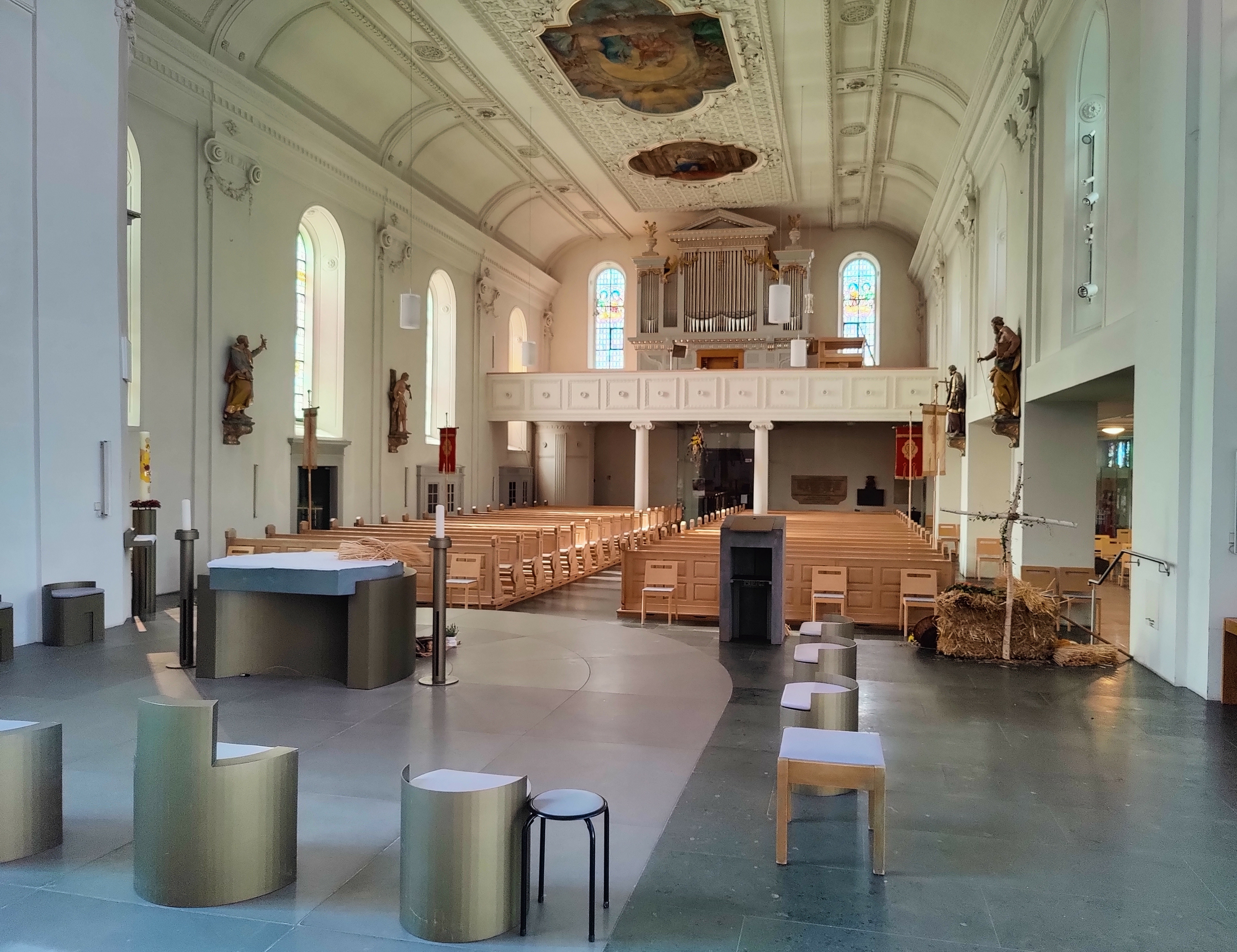
Innenraum, Blick zur Orgel (2022)

St. Peter und Paul ist ein römisch-katholisches Kirchengebäude in Singen (Hohentwiel).
St. Peter, die spätere Hauptkirche von Singen, wurde im Jahre 1275 erstmals als Pfarrei erwähnt. Ab 1350 wurde das Patrozinium in St. Peter und Paul erweitert. Zur Pfarrei, die zum Dekanat Hegau im Erzbistum Freiburg gehört, gehören über 2800 Katholiken. August Ruf (1869–1944) arbeitete von 1905 bis 1941 als Stadtpfarrer an der Kirche.
Das Gotteshaus wurde zwischen 1778 und 1781 unter Einbeziehung älterer Bauteile erbaut. Es steht in der Hauptstraße 58.
1953 erfolgten umfangreiche Renovierungs- und Erweiterungsarbeiten, Hans Baumhauer schuf 595 bunte achteckige Fenster sowie 105 rechteckige Fenster mit Darstellungen von Heiligen, Engeln und Propheten. Der Prophet Haggai erscheint fälschlicherweise in der Schreibung „Maggai“.

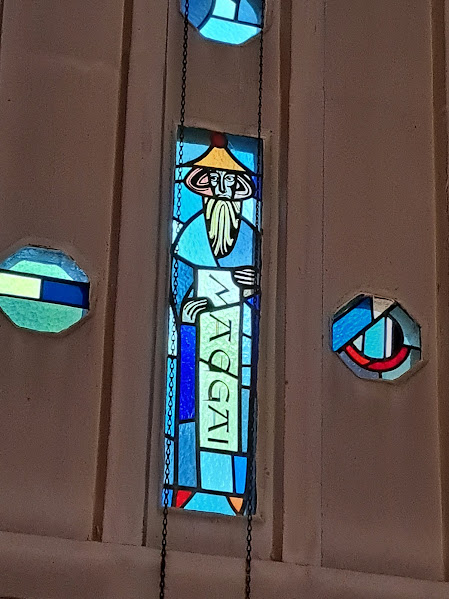
Darstellung des Propheten Haggai in einem Fenster der Peter-und-Paul-Kirche Singen

## Orgel

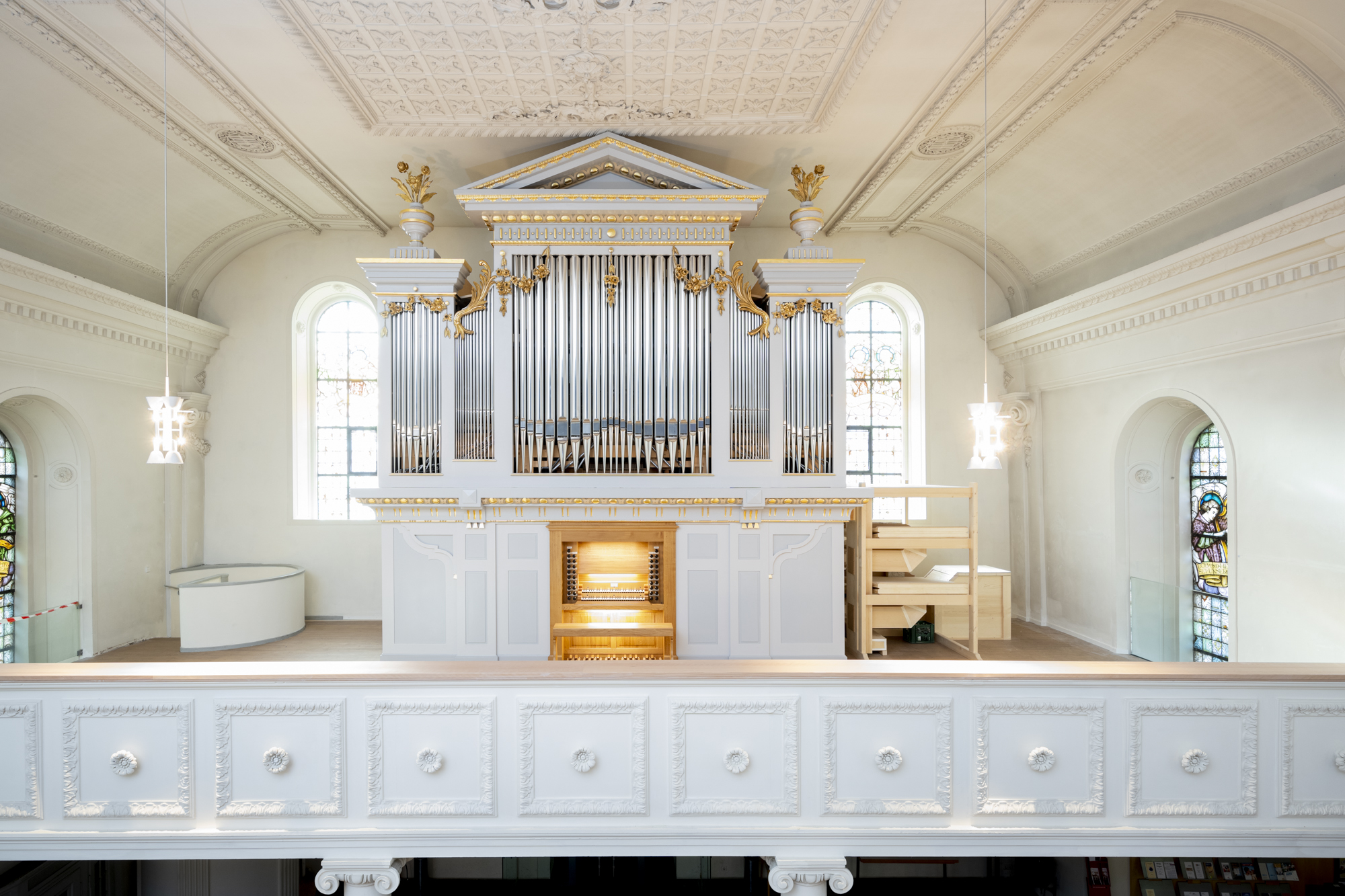
Die Thomas-Orgel von 2020

Die Orgel wurde 2020 von der Orgelbaufirma Manufacture d’Orgues Thomas aus dem belgischen Stavelot erbaut. 20 Register des Vorgängerinstruments wurden wiederverwendet. Das Schleifladen-Instrument hat 27 klingende Register auf zwei Manualwerken und Pedal sowie sechs Wechselschleifen und einen Vorabzug. Es orientiert sich am thüringischen Orgelbau; Vorbilder waren Orgeln von Trost, Hildebrandt und G. Silbermann (hier auch Spielanlage). Am Bau waren auch die Orgelbauer Rudi Jaques (Belgien), Fratelli Carrara (Italien) sowie Romain Legros (Frankreich/Italien) beteiligt.
| I Hauptwerk C–c4 |                            |         |
| 01.              | Gedackt                    | 16′     |
| 02.              | Principal                  | 08′     |
| 03.              | Gemshorn (WS Nr. 28)       | 08′     |
| 04.              | Rohrflöte (WS Nr. 29)      | 08′     |
| 05.              | Viola da Gamba (WS Nr. 30) | 08′     |
| 06.              | Octava (WS Nr. 31)         | 04′     |
| 07.              | Spitzflöte                 | 04′     |
| 08.              | Quinta                     | 03′     |
| 09.              | Octava                     | 02′     |
| 10.              | Sesquialtera               | 01 3⁄5′ |
| 11.              | Mixtur IV                  |         |
| 12.              | Fagott (WS Nr. 33)         | 16′     |
| 13.              | Trompete (WS Nr. 34)       | 08′     |

| II Oberwerk C–c4 |                       |         |
| 14.              | Traversflöte          | 08′     |
| 15.              | Gedackt               | 08′     |
| 16.              | Quintadena            | 08′     |
| 17.              | Octava                | 04′     |
| 18.              | Rohrflöte             | 04′     |
| 19.              | Nasat                 | 03′     |
| 20.              | Gemshorn              | 02′     |
| 21.              | Tertia                | 01 3⁄5′ |
| 22.              | Octava (Vorab Nr. 23) | 01′     |
| 23.              | Mixtur III            |         |
| 24.              | Vox Humana            | 08′     |

| Pedal C–f1 |                         |     |
| 25.        | Principalbass           | 16′ |
| 26.        | Subbass                 | 16′ |
| 27.        | Octavabass              | 08′ |
| 28.        | Gemshornbass (WS Nr. 3) | 08′ |
| 29.        | Flötenbass (WS Nr. 4)   | 08′ |
| 30.        | Violbass (WS Nr. 5)     | 08′ |
| 31.        | Octavabass (WS Nr. 6)   | 04′ |
| 32.        | Posaune                 | 16′ |
| 33.        | Fagottbass (WS Nr. 12)  | 16′ |
| 34.        | Trompetbass (WS Nr. 13) | 08′ |

- Koppeln: II/I, I/P, II/P
- Nebenregister: Kanaltremulant
- Effektregister: Nachtigall